# Sâu róm
Sâu róm hay sâu lông (danh pháp hai phần: Arna pseudoconspersa) là một loài bướm đêm thuộc họ Erebidae. Nó được tìm thấy ở Nhật Bản, Đài Loan, Hàn Quốc, Trung Quốc và Việt Nam.
Cả ấu trùng và sâu trưởng thành đều có những sợi lông chứa độc tố gây ngứa, chóng mặt, buồn nôn... trên người.
Sải cánh dài 13–18 mm.
Ấu trùng ăn những loài thực vật thuộc Chi Trà.

## Hình ảnh

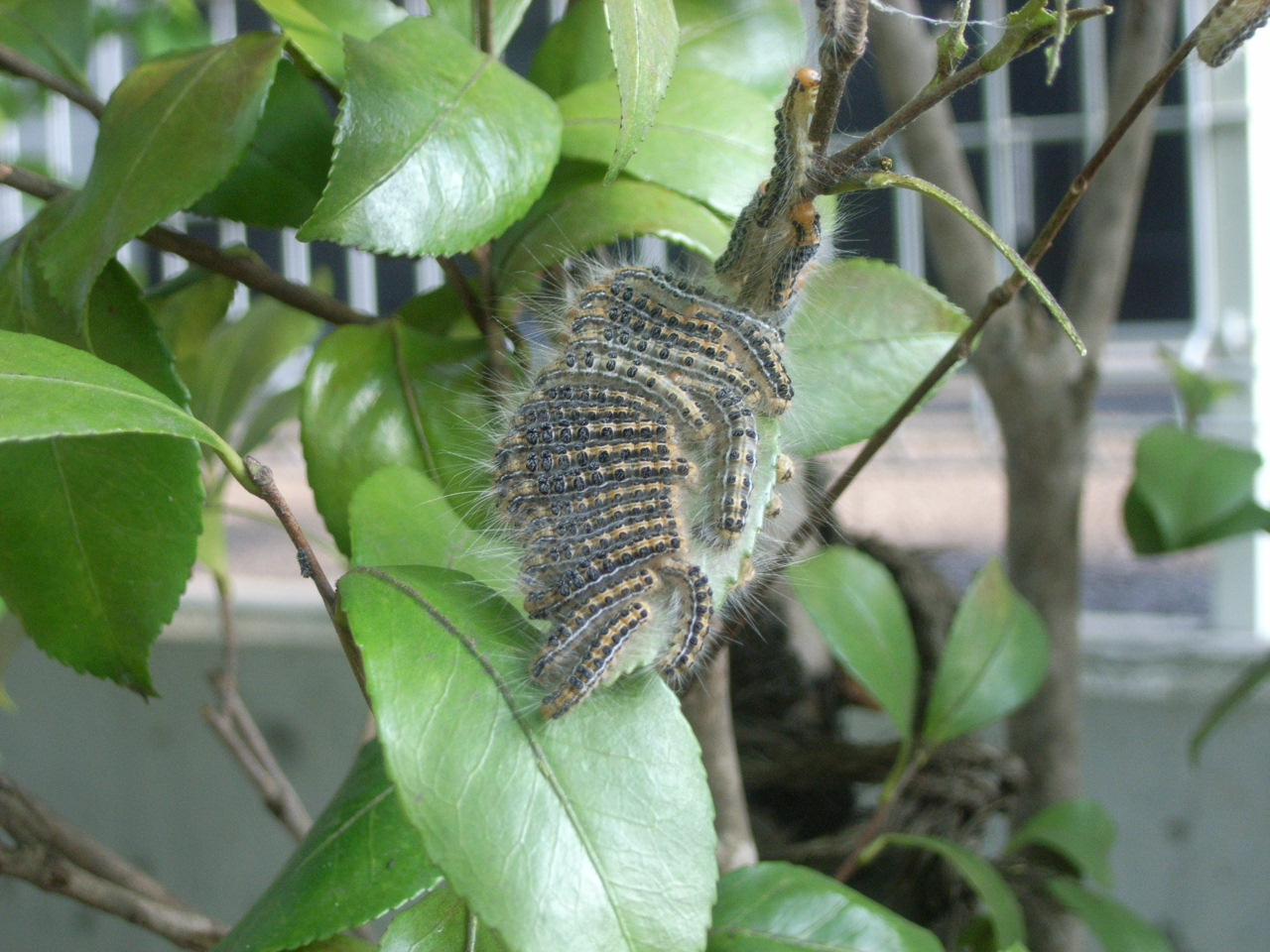
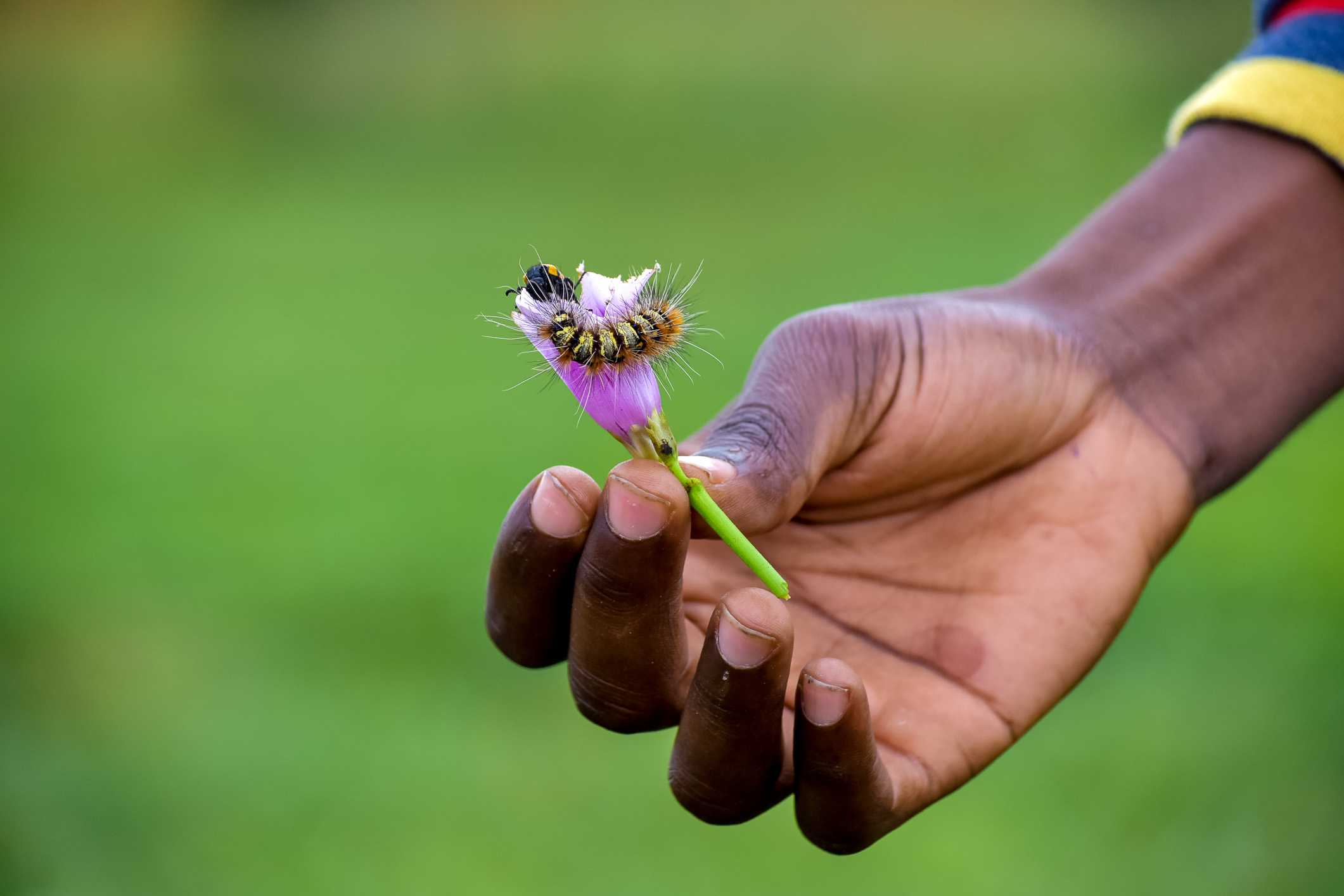